# حقر (الشعر)

تعديل مصدري - تعديل

حقر هي إحدى قرى عزلة الأ ملؤك بمديرية الشعر التابعة لمحافظة إب، بلغ تعداد سكانها 344 نسمة حسب تعداد اليمن لعام 2004.